# 三沢為清
三沢 為清（みざわ ためきよ）は、戦国時代から安土桃山時代にかけての武将。初めは尼子氏、後に毛利氏に属する。南信濃の国人飯島氏の末裔、もしくは木曾義仲の末裔を称し、出雲国仁多郡三沢城（現在の島根県仁多郡奥出雲町三沢）を根拠地とした国人である三沢氏の当主。

## 生涯
天文5年（1536年）、出雲国の国人・三沢氏の当主である三沢為幸の子として生まれる。父・為幸は天文9年（1540年）から天文10年（1541年）にかけての吉田郡山城の戦いに尼子方に加わって戦死したため、幼少の為清が家督を継いだ。
吉田郡山城の戦いで尼子氏が敗れると、三沢氏は大内義隆に誼を通じ、天文11年（1542年）から天文12年（1543年）にかけて行われた大内義隆による出雲遠征（月山富田城の戦い）では大内方に属した。しかし、月山富田城への攻撃が難航したため、吉川興経、三刀屋久扶、本城常光、山内隆通らと共に再び尼子方へ転じた。
永禄5年（1562年）には出雲攻略に乗り出した毛利元就に帰属し、本領をはじめ、尼子氏に収公されていた出雲国仁多郡横田荘の所領も安堵される。以後、横田荘の藤ヶ瀬城に居城を移し、毛利氏に仕えることとなる。
永禄12年（1569年）の毛利氏の北九州侵攻では、吉川元春の傘下として出陣し、筑前国立花山城の戦いに加わった。毛利氏の主力が九州に集中している隙を狙い、同年に尼子氏再興軍の尼子勝久や山中幸盛らが出雲国に侵攻し、天野隆重の守る月山富田城を攻撃した。立花山城でこの報に接した小早川隆景は、月山富田城の兵が少ないことから、米原綱寛、天野武弘（隆重の子）、坂少輔六郎、三沢為清・為虎父子らを援軍として出雲国へ帰還させた。この時、尼子勝久に味方するようにとの大友宗麟の密書を受けた米原綱寛から毛利氏離反の誘いを受けたが、為清は拒否して月山富田城へ入城した。出雲国へ帰還した為清と為虎は尼子氏再興軍を迎撃し、永禄13年（1570年）の布部山の戦いでも戦功を挙げ、尼子氏再興軍を撃破した。尼子氏再興軍撃破後は、引き続き吉川元春指揮下で美作国や山陰方面を転戦し、その戦功によって出雲国や隠岐国、伯耆国に合計2400貫の給地を元就と輝元に宛行われた。
また、永禄12年（1569年）に元就や輝元と起請文を交わし、元亀2年（1571年）に吉川元春と兄弟同前の契約を起請文にて結ぶなど、毛利氏帰属後もなお自立的性格を有していた。嫡男の為虎も天正8年（1580年）1月、同年6月、天正13年など数回に渡って毛利氏への忠誠を誓約する起請文を提出している。
天正元年（1573年）に出雲国仁多郡亀嵩の亀嵩城を居城とし、天正2年（1574年）には嫡男の為虎へ家督を譲った。
天正16年（1588年）に死去。享年53。なお、為清の娘が、元就の五男である毛利元秋に嫁いでいる。